# Tożsamość (powieść Milana Kundery)
Tożsamość – powieść Milana Kundery, po raz pierwszy opublikowana w 1997 roku (pierwsze polskie wydanie: 1998). Została napisana w języku francuskim, tytuł oryginału brzmi L'Identité. Jest jedną z krótszych powieści tego pisarza, niemniej jednak wzbudza duże emocje. 